# Kaminokawa
Kaminokawa (japanska: 上三川町?, Kaminokawa-machi) är en landskommun (köping) i Tochigi prefektur i Japan.  
Biltillverkaren Nissan har en fabrik i Kaminogawa, benämnd Nissan Tochigi. Den har cirka 5 400 anställda (per juni 2021) och en kapacitet på cirka 300 000 fordon per år.